# Bontkirchener Hütte
Die Bontkirchener Hütte war ein frühneuzeitlicher Montanbetrieb bei Bontkirchen (heute Brilon).

## Geschichte
Bontkirchen lag im Grenzbereich des früheren Herzogtums Westfalen und Waldeck und gehörte ursprünglich zum Kloster Bredelar. Auf Grund der Grenzlage waren der Ort und die dortigen Hütten- und Hammerwerke umstritten. Strittig war etwa die Belieferung der Betriebe mit Eisen(erz) aus Waldeck. Problematisch war auch die Nutzung der zwischen den beiden Territorien umstrittenen Wälder für die Produktion von Holzkohle. So hat der Landesherr die Lieferung von Holzkohle von Bontkirchen nach Waldeck untersagt.
Die Geschichte der Montanindustrie in Bontkirchen ist nur fragmentarisch bekannt. Erstmals nachgewiesen sind eisengewerbliche Tätigkeiten für das Jahr 1540. Im kurkölnischen Lagerbuch von 1612 sind noch zwei Hüttenbetriebe verzeichnet. Jeweils die Hälfte gehörte zu dieser Zeit dem Abt von Bredelar. Bekannt ist, dass im Jahr 1616 der Neubau oder die Erweiterung einer Hütte geplant war. Etwa in dieser Zeit bildete sich ein Konsortium, das ebenfalls am Standort Bontkirchen interessiert war.
Während andere Betriebe der Region während des Dreißigjährigen Krieges eingestellt wurden, konnte sich im abgelegenen Bontkirchen mindestens eine Hütte bis 1648 halten. Nicht ganz klar ist in der Überlieferung der genaue Standort der frühen Betriebe. Unklar ist damit auch die Zugehörigkeit zu Waldeck oder zum Herzogtum Westfalen.
Die bedeutende Gewerkenfamilie Kannegießer war spätestens seit 1728 an der damals nun einzigen Hütte am Ort beteiligt. Später war unter anderem auch die Gewerkenfamilie Ulrich beteiligt. In Bontkirchen selbst lebte zwischen dem 16. und 18. Jahrhundert die bedeutende Gewerkenfamilie Köchling. Daneben hatten dort auch andere Familien aus Brilon und anderen Orten montanwirtschaftliche Interessen.
Ein Großteil des Erzes kam vom Briloner Eisenberg. Die Hütte produzierte neben Roheisen bereits im 18. Jahrhundert auch Gusswaren. So wurden zwischen 1729 und 1741 mindestens 1000 Öfen gegossen. Diese wurden meist in der näheren Umgebung verkauft. Ein Teil wurde aber auch über Soest exportiert.
Von der Familie Kropff-Hester wurden Ende des 18. Jahrhunderts mit Vorliebe Hüttenmeister aus Bontkirchen etwa für die Olsberger Hütte abgeworben. Vom Transport von Rohstoffen und Produkten lebten am Ort Fuhrunternehmer. Anfang des 19. Jahrhunderts stellte die Hütte ihren Betrieb ein.